# Rowlandius siboney
Rowlandius siboney är en spindeldjursart som beskrevs av Armas 2002. Rowlandius siboney ingår i släktet Rowlandius och familjen Hubbardiidae. Inga underarter finns listade i Catalogue of Life.